# Edwig Cammaerts
Edwig Cammaerts (Namen, 17 juli 1987) is een Belgisch voormalig wielrenner. In 2009 won hij de derde etappe van de Ronde van Namen. Een jaar later won hij hier het eindklassement. Dat jaar won hij ook Perbais-Walhein en Flawinne. In 2013 won hij als eerste Belg de Classic Loire-Atlantique. In 2015 wist hij de GP de l'Administration Communale en het Waals Kampioenschap op de weg te winnen.

## Belangrijkste overwinningen
2009
- 3e etappe Ronde van Namen

2010
- Eindklassement Ronde van Namen
- Perbais-Walhein
- Flawinne

2013
- Classic Loire-Atlantique

2015
- GP de l'Administration Communale
- Waals kampioenschap wielrennen
- Le Roeulx
- Harchies

## Resultaten in voornaamste wedstrijden
| Jaar | Gent-Wevelgem | Ronde van Vlaanderen | Parijs-Roubaix | Luik-Bast.‑Luik | Brussels Cycling Classic |
| ---- | ------------- | -------------------- | -------------- | --------------- | ------------------------ |
| 2009 |               |                      |                |                 | 34e                      |
| 2010 |               |                      |                |                 | 10e                      |
| 2011 |               |                      |                |                 | 78e                      |
| 2012 | opgave        |                      | opgave         |                 | 104e                     |
| 2013 |               |                      |                | 141e            | 163e                     |
| 2014 | 153e          | opgave               |                | opgave          | 37e                      |

## Ploegen
- 2006 - Royal Cyclists Pesant Club Liegeois
- 2007 - Jartazi-Promo Fashion Continental (stagiair)
- 2008 - Bodysol-Euromillions Pole Continental Wallon (stagiair)
- 2009 - Lotto-Bodysol-Pôle Continental Wallon
- 2010 - Lotto-Bodysol
- 2011 - Landbouwkrediet
- 2012 - Cofidis
- 2013 - Cofidis
- 2014 - Cofidis
- 2015 - Veranclassic - Ekoi
- 2016 - Team 3M